# J-POP (群馬テレビ)
J-POP とは、群馬テレビで1991年～2009年3月まで放送されていた群馬テレビ自主制作の音楽番組。毎週日曜日21:00～21:55、再放送は毎週月曜日20:00～20:55に放送されていた。

## 概要
名前の通りJ-POPを中心とした最近の音楽の紹介や、司会者とゲストによるトークを売りにしていた。ミュージックビデオ主体ながら、ライブやインタビュー、スタジオライブの放送など内容は多岐に及ぶ。また、リリースプロモーションの一環として「群馬テレビJ-POPをご覧のみなさん」といったアーティストからのメッセージが放送されることも多かった。
・局アナウンサーが歴代の司会をつとめた。吉田恵子、大澤真弓、淵上詩乃と山田浩史コンビなど。放送終了時での司会者は、淵上詩乃とアーティストの聖（ひじり）。番組キャラクターは空飛ぶテレビのジャンピィ。
・番組ホームページにはBBS（掲示板）やメールフォームも設置されており、リクエストの多い曲が放送される回もあった。
・番組のエンディング前にプレゼントコーナーが設けられることもあった。
・1991年から18年間放送されており同局の長寿番組だったため、熱心な視聴者も多かった。
・関連番組にミュージックビデオのみを放送するミニ番組「裏J-POP」があった。